# ロジャー・モーティマー (第2代マーチ伯)

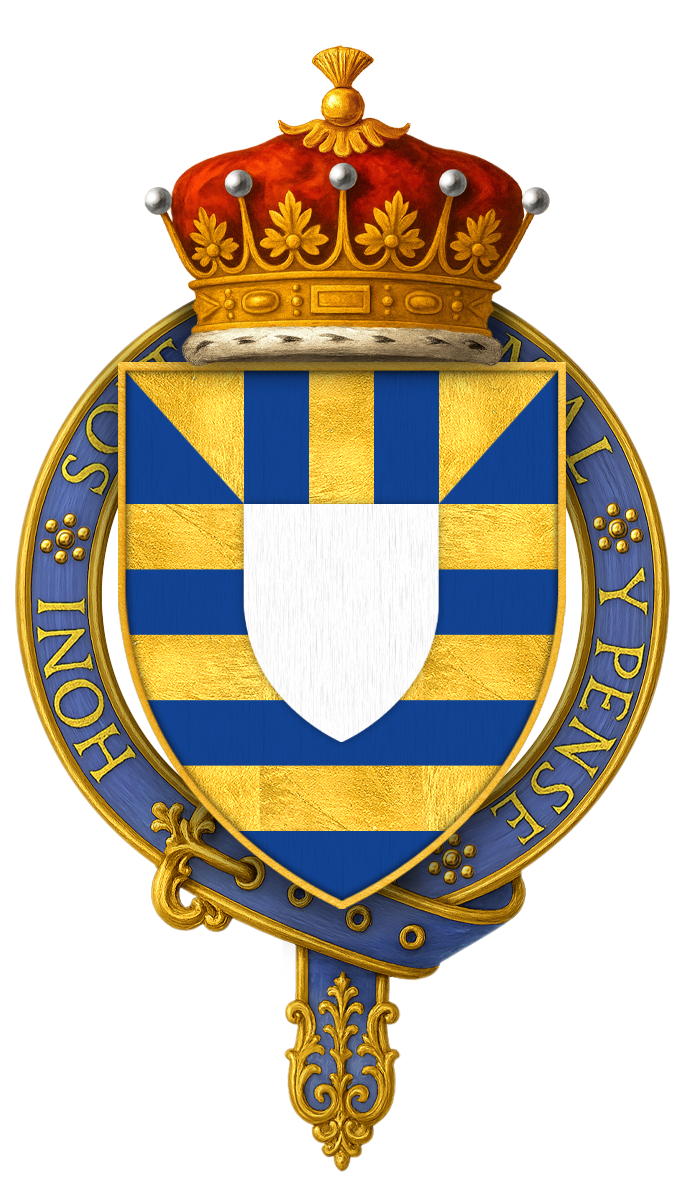
ロジャー・モーティマーの紋章

第2代マーチ伯ロジャー・モーティマー（Roger Mortimer, 2nd Earl of March, 1328年11月11日 - 1360年2月26日）は、百年戦争期のイングランド貴族、軍司令官。初代マーチ伯ロジャー・モーティマーの息子サー・エドマンド・モーティマー（1331年没）とエリザベス・ド・バドルズミアの息子。

## 生涯

### 継承
モーティマー家の領地と爵位は、初代マーチ伯が1330年に反乱を起こし絞首刑に処されたことで失われ、翌年にはロジャーの父も亡くなった。こうしてロジャーは将来の見通しが立たないまま成長し、一族の名誉を徐々に回復していった。
1342年頃、ロジャーはラドナーを再び領有し、翌年にはヘレフォードシャーのウィグモアにあったかつてのモーティマー家の男爵領を手に入れた。

### 軍歴
若い頃、ロジャーはフランスでの戦争で功績を挙げ、1347年の作戦ではクレシーの戦いなどで戦った。その後、残りの領地を与えられ、ガーター騎士団創設時にメンバーの一人となり、1348年には男爵として議会に召集された。1346年7月12日にはラ・オーグでエドワード黒太子により騎士とされた。

### 伯位の回復
1354年、祖父である初代マーチ伯に対する判決が覆され、翌年、ロジャーはマーチ伯として議会に召集された。また1355年には、ドーバー城守や五港長官など、数々の重要な役職に就き、エドワード3世のフランス遠征にも同行した。

### 他の地位
1356年10月19日、初代マーチ伯の未亡人である祖母の第2代ジェネヴィル女男爵ジョアン・ド・ジェネヴィルが亡くなり、ロジャーは祖母の広大な領地を相続した。その中には、後にモーティマー家の居城および拠点となるラドロー城も含まれていた。
その後、王室評議会のメンバーとなり、モンゴメリー城、シュロップシャーのブリッジノース城、ドーセットのコーフ城の守備官に任命された。
1359年から1360年にかけて、エドワード3世のフランス侵攻において軍司令官を務めた。ランス包囲戦に参加したが失敗し、オセールを占領した。その後、イングランド軍はブルゴーニュへ進軍し、ロジャーはアヴァロン近郊のルーヴレで急死した。

## 結婚と子女
ロジャーは、初代ソールズベリー伯ウィリアム・モンタギューとキャサリン・グランディソンの娘、フィリッパ・ド・モンタギュー（1332年 - 1381年）と結婚し、2男をもうけた。
- ロジャー - 早世
- エドマンド（1352年 - 1381年） - 第3代マーチ伯

また、庶子が少なくとも1人いる。
- トマス（1350年頃 - 1399年） - アイルランドで甥の第4代マーチ伯ロジャー・モーティマーの代理人を務め（1382年 - 1383年）、ラドコット橋の戦い（1387年）後にリチャード2世の指揮官サー・トマス・モリヌー殺害の罪で裁判にかけられた。